# Cymbalum Mundi
Le Cymbalum Mundi (Cymbale du monde) est un ouvrage attribué à Bonaventure des Périers paru de manière anonyme en 1537 et censuré à la demande de François Ier. Constitué d'une lettre et de quatre dialogues, il donne lieu à de multiples interprétations.

## Contenu
Le Cymbalum Mundi, en françois, Contenant quatre Dialogues Poétiques, fort antiques, joyeux,& facétieux, se compose d'une lettre et de quatre dialogues satiriques, inspirés de Lucien de Samosate.
La Lettre introductive est prétendument adressée à Pierre Tryocan par Thomas Du Clévier, qui lui envoie la traduction d'un manuscrit latin qu'il aurait trouvé dans un monastère. Le texte est ensuite constitué de quatre dialogues satiriques dans la tradition de Lucien de Samosate, qui mettent en scène des dieux, des humains et des animaux qui parlent.
Au premier dialogue, Mercure descend à Athènes, chargé de faire relier à neuf le Livre des destinées, qui tombe en pièces de vieillesse. Il entre dans un cabaret où deux voleurs lui dérobent son précieux volume et en substituent un autre à la place, « lequel ne vaut guère mieux. ».
Dans le deuxième dialogue, Mercure donne au relieur le mauvais livre et, en attendant qu'il soit prêt, parcourt Athènes en compagnie de son ami Trigabus. Jadis, il avait fait entrevoir aux habitants la pierre philosophale qu'il avait réduite en poudre et semée dans l'arène du théâtre. Depuis, les Athéniens ne cessent de s'en disputer les fragments, et les philosophes reconnaissent tirer des fragments en leur possession du pouvoir sur autrui.
Au troisième dialogue, Mercure, de retour dans l'Olympe, s'aperçoit que le prétendu Livre des destinées a été remplacé par les Métamorphoses d'Ovide – mais peut-être les deux sont-ils faux. Jupiter lui demande de descendre sur terre pour le récupérer. Mercure reçoit aussi différentes missions des autres dieux. Cupidon le charge de dire aux jeunes filles qu'elles n'oublient pas « d'arroser leurs violettes », Minerve de demander aux poètes d'arrêter d'écrire les uns contre les autres. S'ensuit un dialogue avec un cheval : « Vous, les hommes, voulez un droit pour vous et un autre pour vos voisins. »
Le dernier dialogue se tient entre deux chiens qui semblent se moquer, de manière cryptée, des Évangiles. Le texte s'arrête abruptement.

## Histoire éditoriale
La première édition paraît à Paris chez Jehan Morin. Il n'en reste qu'un seul exemplaire connu, conservé à la Bibliothèque de Versailles. L'ouvrage est censuré à la suite d'une demande d'examen envoyée en mars 1538 par François Ier au président du Parlement de Paris, Pierre Lizet. Jehan Morin est aussitôt condamné par le Prévôt de Paris à être banni à perpétuité du Royaume, à être « fouetté nu par les carrefours de la ville » et à « demander pardon, à genoux et nu-tête devant Notre-Dame ». Il fait appel, et en juillet de la même année, la Sorbonne juge que le livre ne contient pas d'« erreurs expresses » en matière de foi, mais recommande tout de même sa « suppression » parce qu'elle le juge « pernicieux ». Ce jugement modéré, joint à l'intervention de Marguerite de Navarre, permet à son appel d'être reçu favorablement, car à la fin de l'année il exerce à nouveau son métier rue Saint-Jacques.
Une deuxième édition est donnée à Lyon l'année suivante chez Benoist Bonyn. La vignette originale de la  page de titre est remplacée par un buste d'homme tête laurée, avec une cithare et la souscription Poeta.
Des réimpressions faussement localisées à Amsterdam paraissent en 1711 et 1732, sans susciter grand intérêt.
C'est Charles Nodier, dans un article de la Revue des Deux Mondes de novembre 1839 qui remet le Cymbalum Mundi au premier plan, en comparant son auteur à Rabelais et à Marot.

## Réception
Face à un texte apparemment badin, dans lequel les pseudonymes des personnages semblent devoir être décodés, les commentateurs de l'époque s'interrogent : l'ouvrage attaque-t-il la religion ?
Oui, répondent certains qui poussent de hauts cris : Le Cymbalum Mundi est qualifié de « détestable livre » par Henri Estienne, de « livre détestable et rempli d'impiété » par La Croix du Maine, et de « lucianisme qui mérite d'être jeté au feu avec l'auteur » par Étienne Pasquier. Calvin, dans son Traité des scandales, range Des Périers, en compagnie de Cornelius Agripa, Michel Servet et Rabelais, parmi ceux qui « dégorgent leurs blasphèmes exécrables contre Jésus-Christ et sa doctrine, et estiment quant à leurs âmes qu'ils ne diffèrent en rien des chiens et des pourceaux. » Il réagit au deuxième Dialogue, dans lequel Rhetulus (Luther ?) et Cubercus (Bucer ?), entre autres, se disputent comme des chiens enragés pour ramasser dans une arène les morceaux d’une pierre philosophale que Mercure prétend y avoir dispersés. La religion serait ainsi présentée comme fondée sur une illusion, celle de pouvoir transformer la fange de ce monde en or, et ne ferait que brasser du vent et créer des disputes et des guerres.
Dans une interprétation du premier dialogue, Mercure serait Jésus-Christ, car Dieu le père envoya son fils sur terre, comme Jupiter envoie son fils Mercure. Si celui-ci s'écrie : « j'ai grand soif » et s'attable à l'auberge avec deux compagnons, ce serait une allégorie de la Cène. De plus, « Il paraît difficile de ne pas voir dans la mission de relier (religare) pour laquelle le dieu est spécialement dépêché sur Terre, une allusion à la nouvelle alliance (de alligare, attacher) que la venue du Christ vient sceller entre Dieu et les hommes, en remplacement de l’alliance ancienne, devenue obsolète. »
Pierre Bayle est bien plus mesuré : « Les protestants ne sont pas moins en colère contre le Cymbalum Mundi que les catholiques ». Quant à Du Verdier, il ne voit rien « qui mérite d’avoir été plus censuré que la Métamorphose d’Ovide, les dialogues de Lucien et les livres de folâtre argument et de fictions fabuleuses. »
Les lectures possibles sont multiples : ce livre serait le témoignage d’une pensée tour à tour violemment antichrétienne, voire athée, ou plus modérément sceptique, rationaliste, ou encore, à l’inverse, celle d’un chrétien évangélique – c’est-à-dire partisan, comme Érasme ou Lefèvre d’Étaples, d’un retour aux sources des Évangiles, et sympathisant de la Réforme, sans pour autant donner son adhésion au schisme luthérien.
Pour Louis Lacour « Le titre de Cymbalum Mundi que porte l’ouvrage entier, insinue assez que le but de cet auteur était de se moquer du ridicule des opinions des hommes, et de prouver que tout ce que l’on croit vulgairement n’est pas plus raisonnable que le vain son d’une cloche ou de l’instrument appelé en latin cymbalum. Pour établir ou plutôt pour renouveler le système que le christianisme avait ruiné, il fallait commencer par tourner en ridicule la Providence et la divinité : c’est ce que Des Périers essaie dans le premier et le troisième dialogue. Il fallait ensuite détruire la vérité : c’est là le but du second. Enfin, il censure le goût pour le merveilleux et la nouveauté : voilà le dessein du quatrième dialogue. Le Cymbalum  n’est pas un livre impie dans le sens qu’il ne reconnaisse ni dieu ni loi religieuse. Son seul tort est de bouleverser les idées reçues des chrétiens. Parce qu’il nie la divinité du Christ, veut-il dire par cela qu’il n’y a point de Dieu, qu’il n’y a point de religion ? Il veut débarrasser le Dieu créateur des langes dont les hommes l’on enveloppé à leur image, il le veut grand et juste, et que tous nos efforts soient d’arriver à sa connaissance par la recherche de la vérité. »
Certains sont plus ou moins indifférents, comme Delaruelle, pour qui l'ouvrage est loin d'avoir la hardiesse qu'on lui a attribuée, et n'a qu'une portée très restreinte. Ou comme Voltaire, qui l'exécute en quelques lignes : « Des Périers voulut faire en latin quelques dialogues dans le goût de Lucien: il composa quatre dialogues très insipides sur les prédictions, sur la pierre philosophale, sur un cheval qui parle, sur les chiens d'Actéon. Il n'y a pas assurément dans tout ce fatras de plat écolier, un seul mot qui ait le moindre et le plus éloigné rapport aux choses que nous devons révérer. » Pour Félix Frank, « Voltaire a méconnu entièrement la portée et le mérite de ce petit livre, dont l'aspect énigmatique l'avait sans doute rebuté, mais dont il aurait pu, mieux que personne, apprécier le tour vif et piquant. » Pour Alain Mothu, cette appréciation, reflète la supériorité que le siècle des Lumières s’octroie volontiers sur les siècles obscurs, peuplés d’âmes plus grossières, aveugles et crédules, qui l’ont précédé.
Il est cependant nécessaire de continuer à « lire entre les lignes » ce dialogue où dominent l’ironie et le double sens, et où les aventures et les personnages, aux noms anagrammatiques, se présentent comme des allégories obscures. Le colloque international consacré en 2000 au Cymbalum Mundi a confirmé que ce texte continuait de susciter l’intérêt en raison des nombreuses énigmes qui l’entourent et qu’il contient. Ainsi continuent d’être explorés : l’histoire du livre, les mythes et les symboles qu’il renferme, sa place dans l’histoire du dialogue, sa théâtralité, ainsi que la question de son sens,.

## Principales éditions
- Édition originale, Paris, 1537. Lire en ligne
- Édition de Lyon, 1538. Lire en ligne
- Édition d'Amsterdam [Paris], 1711 (basée sur l'édition de Lyon[18]. Lire en ligne
- [Édition d'Amsterdam], 1732, avec des notes de La Monnoye, Lancelot et Falconet (basée sur l'édition de Paris}[19]. Lire en ligne
- Édition du Bibliophile Jacob, Garnier, 1872. Lire en ligne
- Édition de Félix Frank, 1873[20]. Lire en ligne
- Yves Delègue, Le Cymbalum Mundi avec un dossier et des textes d'accompagnement, Classiques Garnier, 1995, réédition 2022 (ISBN 978-2-406-14444-1)[21]
- Adaptation en français moderne par Laurent Calvié, éditions Anacharsis, 2002.  (ISBN 978-2-914777-05-6)
- Adaptation en français moderne par Jean-François Vallée, sans date. Lire en ligne

### Ouvrages
- Franco Giacone (dir.), Le "Cymbalum Mundi", Actes du colloque de Rome, 3-6 novembre 2000, Librairie Droz, 2003, 624 p. (ISBN 978-2-600-00870-9)
- Alain Mothu, Une philosophie des Antipodes, Athéisme et politique dans le Cymbalum mundi, Droz, 2023, 432 p. (ISBN 978-2-600-06445-3)

### Articles
- Guillaume Berthon, Pascale Mounier, « La dédicace du Cymbalum mundi de Bonaventure Des Périers (?) (1537). Une défense facétieuse du français. », Corpus Eve,‎ 2015 (lire en ligne)
- L. Delaruelle, « Étude sur le problème du Cymbalum Mundi », Revue d'Histoire littéraire de la France, vol. 32e année, no 1,‎ 1925 (lire en ligne)
- Anne Godard, « La parole vaine et le mystère du livre : le Cymbalum Mundi de Bonaventure des Périers », dans Philippe Guérin, Le dialogue, ou les enjeux d'un choix d'écriture, Presses Universitaires de Rennes, 2006 (ISBN 978-2-7535-0227-7, lire en ligne)
- Alain Mothu, « La satire de la Révélation dans le Cymbalum mundi », Revue de l'histoire des religions, no 3,‎ 2017 (lire en ligne)
- Alain Mothu, « Mercure magicien : une formule pour faire parler les bêtes », Réforme, Humanisme, Renaissance, vol. 2017/2, no 85,‎ 2017 (lire en ligne)
- Alain Mothu, « Athéisme et politique à la Renaissance : le cas du Cymbalum Mundi », Etica & Politica / Ethics & Politics, vol. XX, no 3,‎ 2018 (lire en ligne)
- Alain Mothu, « De la légende noire à l’assomption romantique. Le Cymbalum mundi entre XVIIe et XIXe siècles », Dix-septième siècle,, no 283,‎ 2019 (lire en ligne)
- Charles Nodier, « Bonaventure des Périers », Revue des deux mondes, vol. 20, no 3,‎ novembre 1839 (lire en ligne)